# Zinkleimverband

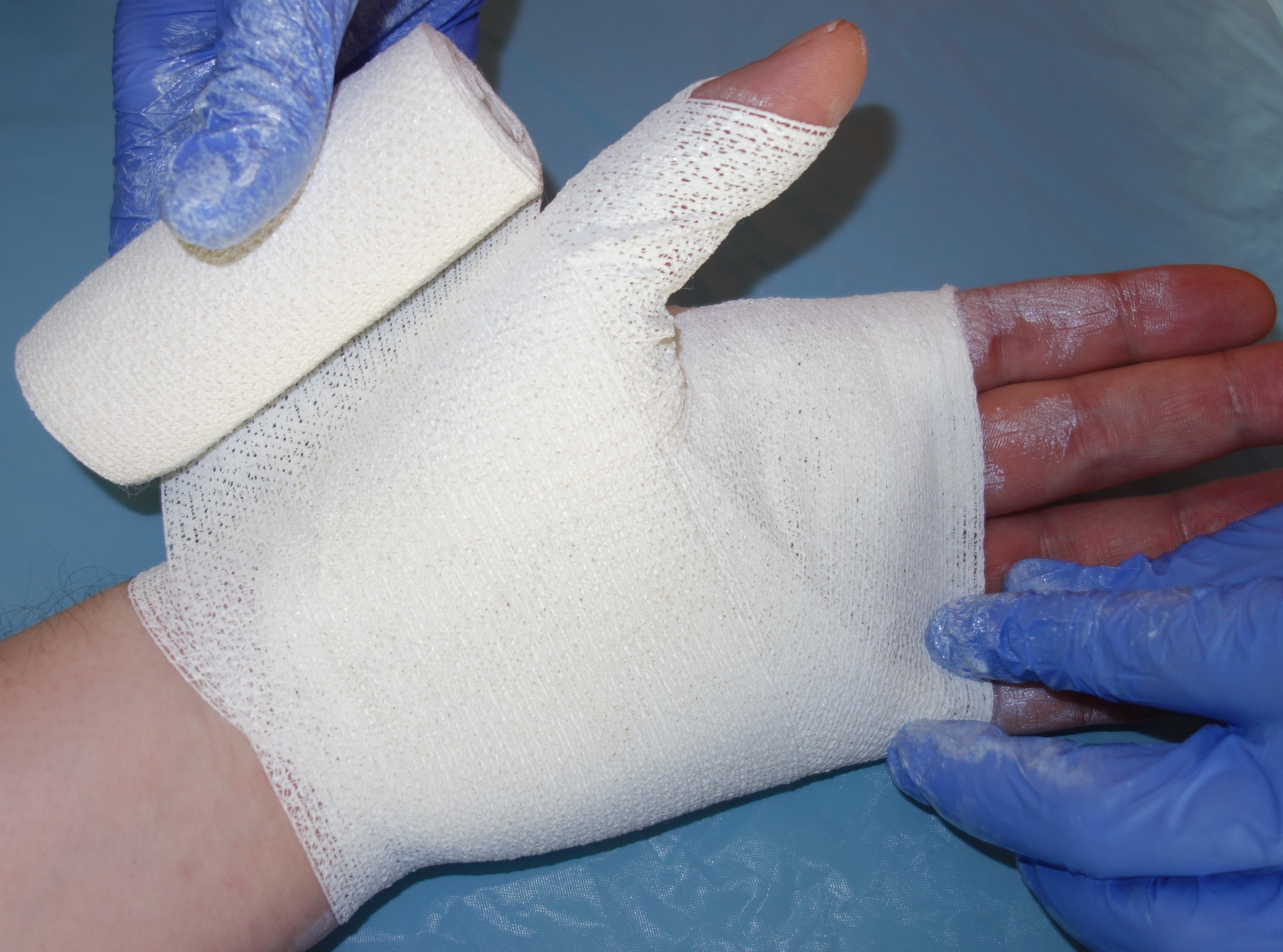
Zinkleimverband – Anlage an der Hand

Der Zinkleimverband ist ein Verbandverfahren, das vor allem in der Orthopädie und der Sportmedizin, aber auch in der Kompressionstherapie zur Anwendung kommt und dazu dienen kann, Schwellungen abzubauen oder ihnen vorzubeugen sowie verletzte Glieder zu stützen oder zu stabilisieren. Das Zinkoxid hat dabei eine austrocknende Wirkung.

## Anwendung
Der Zinkleim ist eine Paste aus Zinkoxid, Bindemittel und Wasser. Damit getränkte Verbände werden um eine verletzte, eine geschwollene oder eine von Schwellung bedrohte Extremität gewickelt. Die Industrie bietet elastische Mullbinden als Trägermaterial an. Manche Ärzte bevorzugen die unelastischen Zinkleimbinden. Diese Binden haben ein Dehnungsvermögen von 10 % und härten nach Anlage aus, wodurch sich der erwünschte Kompressionsdruck entwickelt. Eine bi-elastische Variante verbleibt in einem leicht feuchten Zustand.

### Anlage
Die Technik, einen solchen Verband anzulegen, ist verhältnismäßig aufwendiger als die Anwendung von beispielsweise Kurzzugbinden oder Adaptiven Kompressionsbandagen. Ein Zinkleimverband erzeugt eine Kompressionswirkung, während er die bandagierte Körperregion gleichzeitig kühlt. Daher erfolgt ein Einsatz auf geschwollenen Körperstellen oder Arealen, die anzuschwellen drohen. Weitere Einsatzgebiete sind die Stabilisierung der Gliedmaßen bei Schleimbeutelentzündung oder Sehnenscheidenentzündung.
Der Zinkleimverband kommt zudem postoperativ zum Einsatz, wird aber auch bei Brüchen des Wadenbeins ohne Fehlstellung angewickelt. Auch zur Stabilisierung, etwa bei Distorsionen, kann dieser Verband eingesetzt werden; allerdings erzeugen ebenfalls die einfacher zu handhabenden Tape-Verbände einen stabilisierenden Effekt.

### Kompressionstherapie

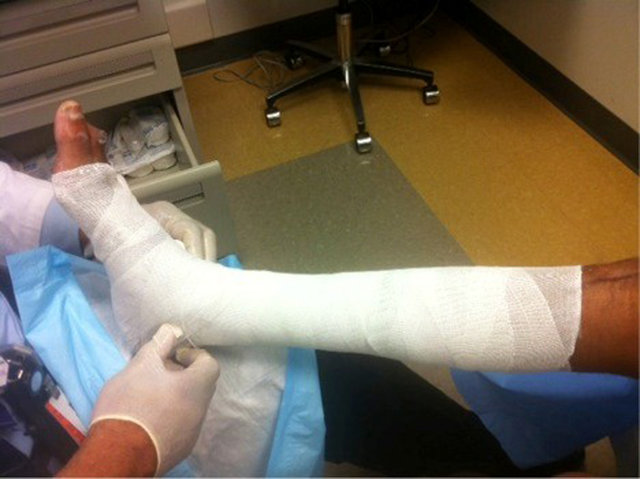
Unna Boot

Ödeme, die durch Verletzungen oder Störungen der Venenfunktion verursacht werden, lassen sich mit Bandagen aus Zinkleimbinden behandeln, die der Muskelbewegung einen hohen Widerstand entgegensetzen, den sogenannten „Arbeitsdruck“. Beim Einsatz in der Kompressionstherapie wird meistens unter Zuhilfenahme eines Trikotschlauches der Zinkleimverband angelegt. Damit ist das maximale Volumen, das die Schwellung annehmen kann, begrenzt. Nach einigen Tagen ist der Verband locker und wird erneuert. Auf diese Weise kann man schrittweise die Schwellung zurückdrängen, woraufhin üblicherweise im Gewebe der normale Stoffwechsel wieder einsetzt. Gegenüber anderen Versorgungsoptionen der Kompressionstherapie haben Zinkleimbandagierungen für den Patienten den Nachteil, dass sie Kleidung und persönlichen Lebensbereich verschmutzen.
Das Prinzip des Zinkleimverbands zur Kompressionstherapie wurde Ende des 19. Jahrhunderts von dem Hamburger Hautarzt Paul Gerson Unna entwickelt. Heutzutage hat es seinen Stellenwert in der ersten Phase der Kompressionstherapie verloren, in der Patienten üblicherweise mit speziellen Einweg-Bindensystemen, Kurzzugbinden oder Adaptiven Kompressionsbandagen versorgt werden. Im englischen Sprachraum sind diese Verbände allerdings noch weit verbreitet und werden im Rückgriff auf Paul Gerson Unna bis heute als Unna-Boot oder Unna’s boot bezeichnet.